# Hong Zhi (joueur de xiangqi)
Hong Zhi chinois : 洪智) est un joueur de xiangqi chinois né le 16 juillet 1980 à Wuhan dans la province du Hubei, au centre de la Chine.
En 1996 il termine 15e du championnat de Chine et devient maître de xiangqi.
En 2005 il devient champion de Chine et grand maître de xiangqi.

## Palmarès

### Titre Majeurs
Hong Zhi a conquis 3 titres majeurs
- Champion de Chine 2005
- Coupe Bi Gui Yuan 2016
- Médaille d'or Jeux Asiatique 2010

2001

### 2004
- 8e Championnat de Chine

### 2005
- Champion de Chine
- Grand Maître de xiangqi (zh)

### 2006
- 3e de la ligue  nationale

### 2007
- Vice-champion du Monde
- 5e Championnat de Chine
- 8e de la ligue nationale

### 2008
- Vice-champion de Chine

### 2009
- 3e Coupe internationale Han Xin
- 4e de la ligue nationale
- 8e Championnat de Chine
- Médaille d'or de xiangqi aux jeux nationaux des sport de l'esprit

### 2010
- Médaille d'or de xiangqi aux jeux asiatiques à Canton
- 3e de la ligue nationale

### 2011
- 4e Championnat de Chine

### 2012
- Vice-champion de Chine
- 3e Coupe Bi Gui Yuan
- 6e ligue nationale

### 2013
- Vice Champion d'Asie
- 2e Coupe internationale Hanxin

### 2014
- 7e Championnat de Chine

### 2015
- Médaille d'or de xiangqi aux jeux nationaux des sports de l'esprit

### 2016
- Coupe Bi Gui Yuan
- 5e Championnat de Chine

### 2017
- 3e ligue nationale

### 2018
- 4e Coupe Bi Gui Yuan
- 6e Championnat de Chine
- 4e ligue nationale
- 3e Coupe internationale Han Xin

## Classement Elo
Classement actuel 31/12/2018 2619 6e
Meilleur classement  31/12/2017 2650 4e
Meilleur rang : 3e à quatre reprises 30/06/2006, 31/12/2008, 30/06/2009, 30/06/2013